# Acer cucullatum
Acer cucullatum é uma espécie de árvore do gênero Acer, pertencente à família Aceraceae.